# Вилка Мортона
Вилка Мортона (англ. Morton's Fork — «вибір з двох зол») — вираз (дилема), який описує ситуацію вибору між двома однаково неприємними альтернативами, або ж ситуацію, в якій дві гілки міркування ведуть до однаково неприємним висновків. 
Спочатку вираз з'явився через політику збору податків, яку розробив Джон Мортон, лорд-канцлер Англії Англії 1487 року відповідно до законів Генріха VII  Король скасував benevolences — побори з населення під виглядом добровільного пожертвування, — але мав потребу в грошах на війну з Францією. Його підхід полягає в тому, що якщо хтось живе в розкоші і витрачає багато грошей на себе, то він, безумовно, має достатній дохід, щоб не жаліти його для короля. Якщо ж хтось живе економно, то у нього, знову ж, повинні бути гроші для передачі в скарбницю, оскільки завдяки економії він неминуче накопичив певний надлишок. 
Ці два аргументи — як зубці однієї вилки, сприятливий вибір виключений незалежно від матеріальної забезпеченості. 
Назву «Вилка Мортона»  (Morton's fork coup) також має один зі способів розіграшу в бриджі. 